# Dorallcharita
La dorallcharita és un mineral de la classe dels sulfats que pertany al grup de l'alunita. El seu nom és una concatenació de la paraula francesa doré, pel color groc daurat del mineral, i Allchar, la localitat tipus a Macedònia del Nord. Els descobridors volien honrar aquesta localitat molt important, però el nom "allcharita" ja s'havia fet servir per un mineral que més tard va ser desacreditat.

## Característiques
La dorallcharita és un sulfat de fórmula química TlFe3+
3(SO₄)₂(OH)₆. Cristal·litza en el sistema trigonal en forma de masses terroses de gra fi de cristalls pseudocúbics i romboèdrics, de fins a 8 μm. La seva duresa a l'escala de Mohs és 3 a 4.
Segons la classificació de Nickel-Strunz, la dorallcharita pertany a «07.BC: sulfats (selenats, etc.), amb anions addicionals, sense H₂O, amb cations de mida mitjana i gran», juntament amb els minerals següents: alunita, ansita, ammonioalunita, ammoniojarosita, argentojarosita, beaverita-(Cu), huangita, hidroniojarosita, jarosita, natroalunita-2c, natroalunita, natrojarosita, osarizawaïta, plumbojarosita, schlossmacherita, walthierita, beaverita-(Zn), ye'elimita, atlasovita, nabokoita, clorothionita, euclorina, fedotovita, kamchatkita, piypita, klyuchevskita, alumoklyuchevskita, caledonita, wherryita, mammothita, linarita, schmiederita, munakataita, chenita, krivovichevita i anhidrocaïnita.

## Formació i jaciments
La dorallcharita va ser descoberta a Allchar en les porcions oxidades d'un dipòsit hidrotermal de sulfurs-sulfosals que contenien tal·li. També ha estat descrita a Jas Roux, a La Chapela en Gaudemar (Provença – Alps – Costa Blava, França) i a Erzmatt, a Buus (Basilea-Camp, Suïssa).